# Zeb Jacobs
Zeb Jacobs is een Belgisch voetbaltrainer en -bestuurder. Sinds juni 2024 is hij actief als hoofd jeugdopleiding van het Nederlandse Feyenoord: de Feyenoord Academy.

## Carrière
Jacobs begon zijn trainersloopbaan bij de jeugd van KV Mechelen. Na enkele jaren werd hij hier opgepikt door Royal Antwerp om daar de rol van Head of Development op zich te nemen. Hier bleef Jacobs tot eind 2021 werkzaam, waarna hij de overstap maakte naar het Schotse Rangers om daar als Head of Coaching aan de slag te gaan. Op 22 juni 2023 werd officieel bekendgemaakt dat hij bij de Schotse topclub Academy Director zou worden. In deze rol fungeerde Jacobs echter één jaar, waarna op 29 april 2024 bekend werd dat hij de overstap maakte naar Rotterdam, waar hij in functie trad als nieuwe Head of Academy van Feyenoord.